# Eryk Menved
Eryk VI Menved (1274 – 13 listopada 1319) – król Danii w latach 1286–1319.
Eryk wstąpił na tron w wieku 12 lat po tym, jak jego ojciec, król Eryk Glipping, został zamordowany. Odpowiedzialni za jego śmierć możnowładcy zbiegli do Norwegii, skąd z pomocą norweskiego króla Eryka II Wroga Księży zaczęli najeżdżać duńskie wybrzeża. Wkrótce dołączył do nich brat młodego króla, Krzysztof II. Sytuacja pogorszyła się jeszcze bardziej, gdy matka króla wyszła za mąż za holsztyńskiego hrabiego Gerharda II i gdy Eryk popadł w bardzo poważny konflikt z kościołem (nieudana próba uwięzienia arcybiskupa Jensa Granda, przegrany proces wytoczony królowi przez papiestwo, grzywny, nałożony na Danię interdykt).

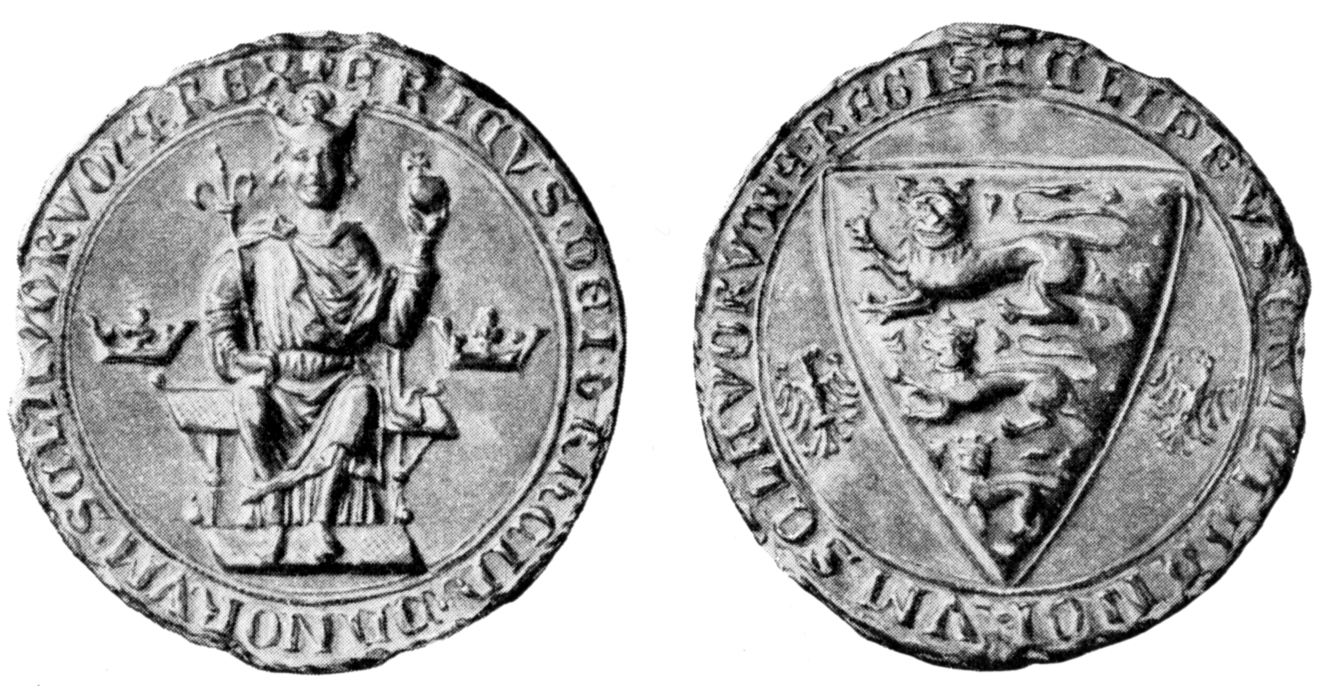
Pieczęć Eryka Menveda

Na początku XIV Eryk zaangażował się w politykę w północnych Niemczech (chcąc jak niegdyś król Waldemar II Zwycięski rozszerzyć królestwo Danii na południe). Konflikty na tych terenach zakończyły się w 1316, gdy zrujnowany finansowo król musiał zrezygnować ze swoich ambicji. Bita przez króla moneta była bezwartościowa, a zadłużenie było tak duże, że Eryk zmuszony był na trzy lata oddać Fionię Gerhardowi II.
Eryk Menved nie miał szczęścia i na innych frontach. Jego zaangażowanie się w politykę Szwecji (poparcie dla króla Birgera Magnussona) zaowocowało wspólnym skierowaniem się Szwecji i Norwegii (zjednoczonych w 1319 r. pod berłem Magnusa II Erikssona) przeciwko Danii.
Z żoną (szwedzką księżniczką Ingeborgą zm. 1319, córką króla Szwecji Magnusa II) miał Eryk 14 dzieci, z których większość urodziła się martwa, kilkoro zmarło w pierwszych tygodniach życia, a ostatni syn zginął w wypadku (upuszczony przez królową).
Mimo ambicji odbudowy wielkiej Danii, Eryk Menved w momencie śmierci pozostawił następcy kraj zrujnowany, podzielony i zadłużony.